# Diplotaxis tenuisiliqua
Diplotaxis tenuisiliqua är en korsblommig växtart som beskrevs av Alire Raffeneau Delile. Diplotaxis tenuisiliqua ingår i släktet mursenaper, och familjen korsblommiga växter.

## Underarter
Arten delas in i följande underarter:
- D. t. rupestris
- D. t. tenuisiliqua